# 南京西路駅
南京西路駅（なんきんせいろ-えき）は、中華人民共和国上海市静安区にある、上海軌道交通（地下鉄）の駅。
2号線、12号線、13号線の3路線が乗り入れる。

## 歴史
- 1999年9月20日 - 2号線・中山公園-竜陽路間開通と共に石門一路駅 (Shimen No.1 Road)として開業[1][2]。
- 2006年10月 - 南京西路駅(West Nanjing Road)に改称[3]。
- 2015年12月19日 - 12号線、13号線が開業[4]。

## 駅構造
地下駅。各路線の駅施設は2号線は呉江路の地下、12号線は茂名北路の地下、13号線は石門一路の地下にあり、駅施設を繋ぐと真上から見て「H」の形をしている。
プラットホームは2号線と12号線はそれぞれ島式ホーム1面2線、13号線は相対式ホーム2面2線構造である。
当駅において各路線の乗り換えは一度改札を出る必要がある。乗車券を所持している乗客は改札を出てから30分以内に乗り換え先の路線の改札を通れば乗り換えと見なされ、運賃は通算して計算される。

### のりば
※全ての路線において案内上ののりば番号は設定されていない。
| 番線                    | 路線   | 行先                                    | 備考 |
| ----------------------- | ------ | --------------------------------------- | ---- |
| 2号線ホーム（地下2階）  |        |                                         |      |
| 西方面                  | 2号線  | 中山公園・虹橋火車站・国家会展中心方面  |      |
| 東方面                  | 2号線  | 人民広場・龍陽路・ 浦東1号2号航站楼方面 |      |
| 12号線ホーム（地下3階） |        |                                         |      |
| 南西方面                | 12号線 | 陝西南路・大木橋路・七莘路方面          |      |
| 北東方面                | 12号線 | 漢中路・大連路・金海路方面              |      |
| 13号線ホーム（地下3階） |        |                                         |      |
| 北西方面                | 13号線 | 漢中路・長寿路・金運路方面              |      |
| 南東方面                | 13号線 | 一大会址・新天地・世博大道・張江路方面  |      |

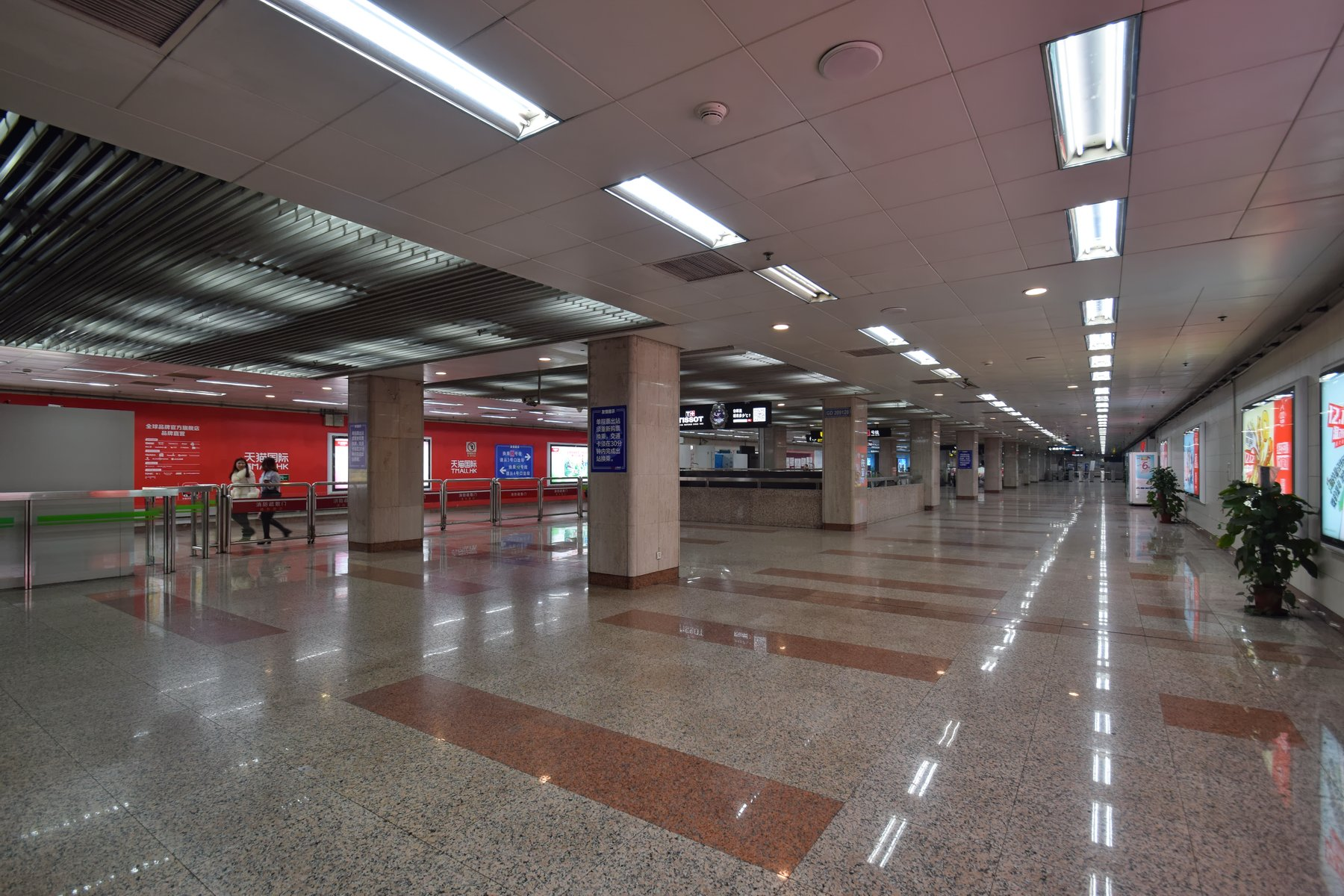
2号線コンコース
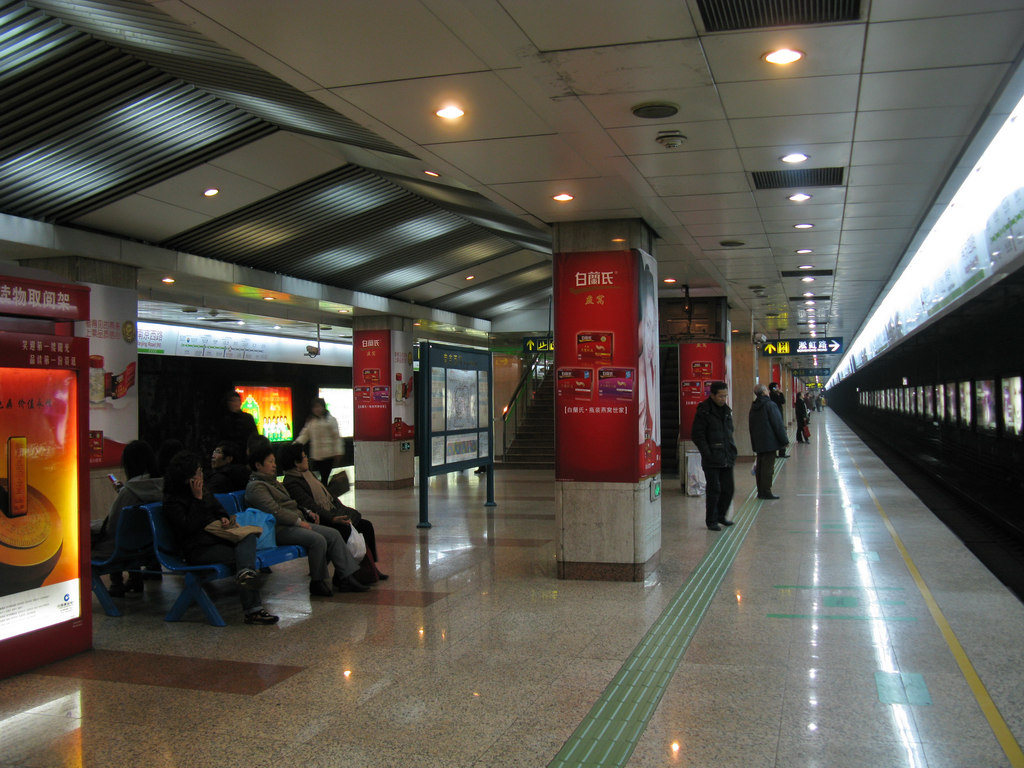
2号線ホーム（可動式ホーム柵設置前）
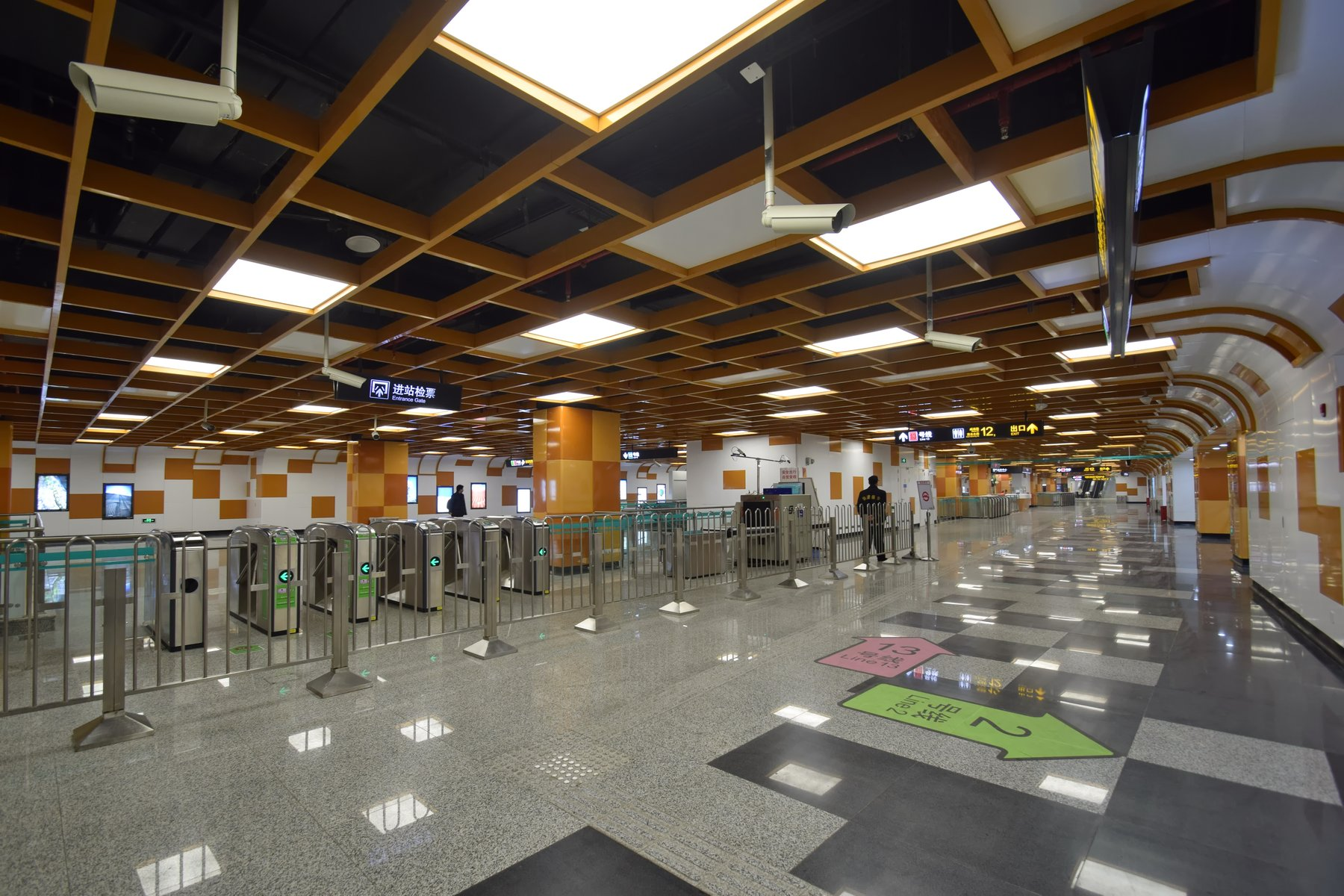
12合線コンコース
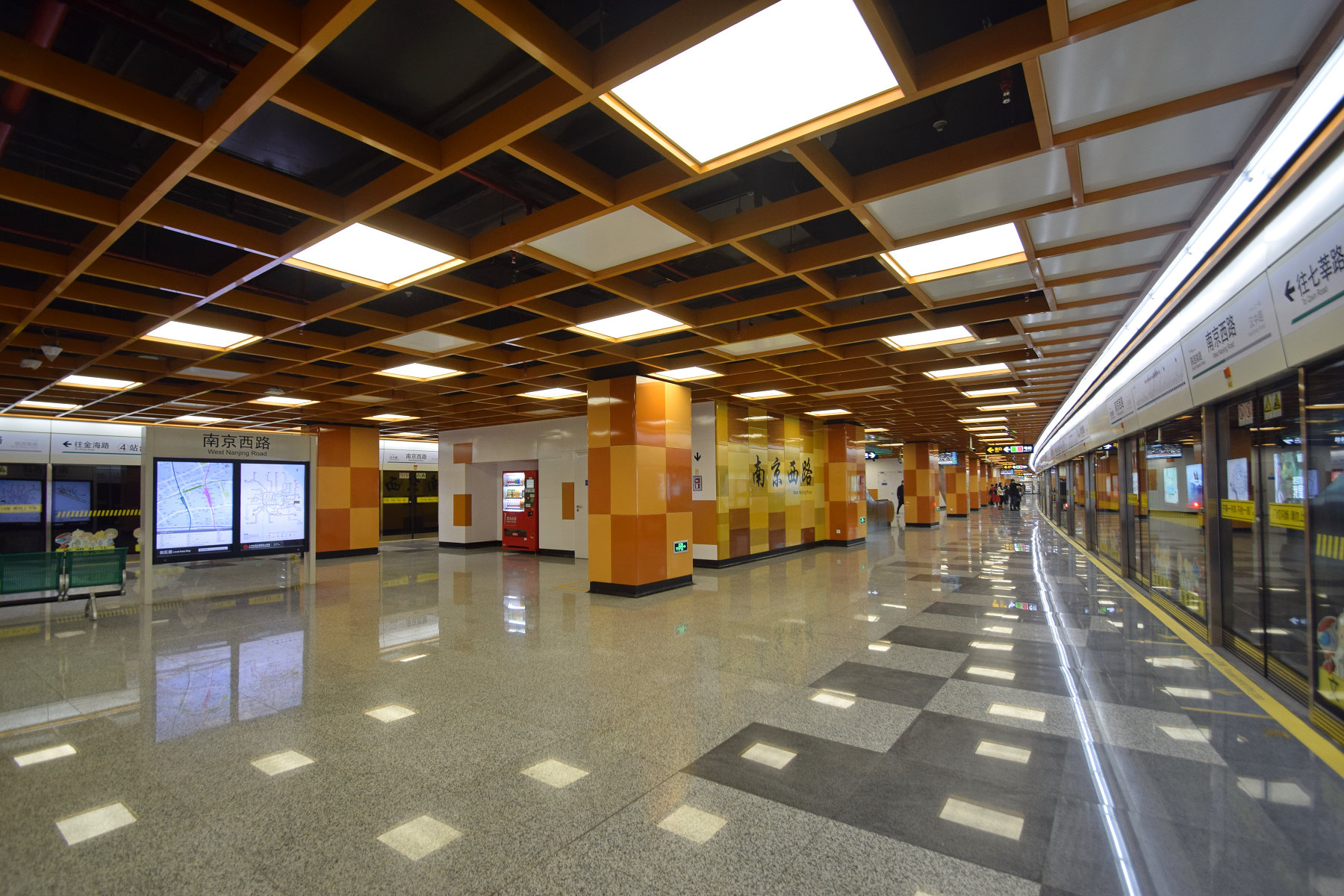
12号線ホーム
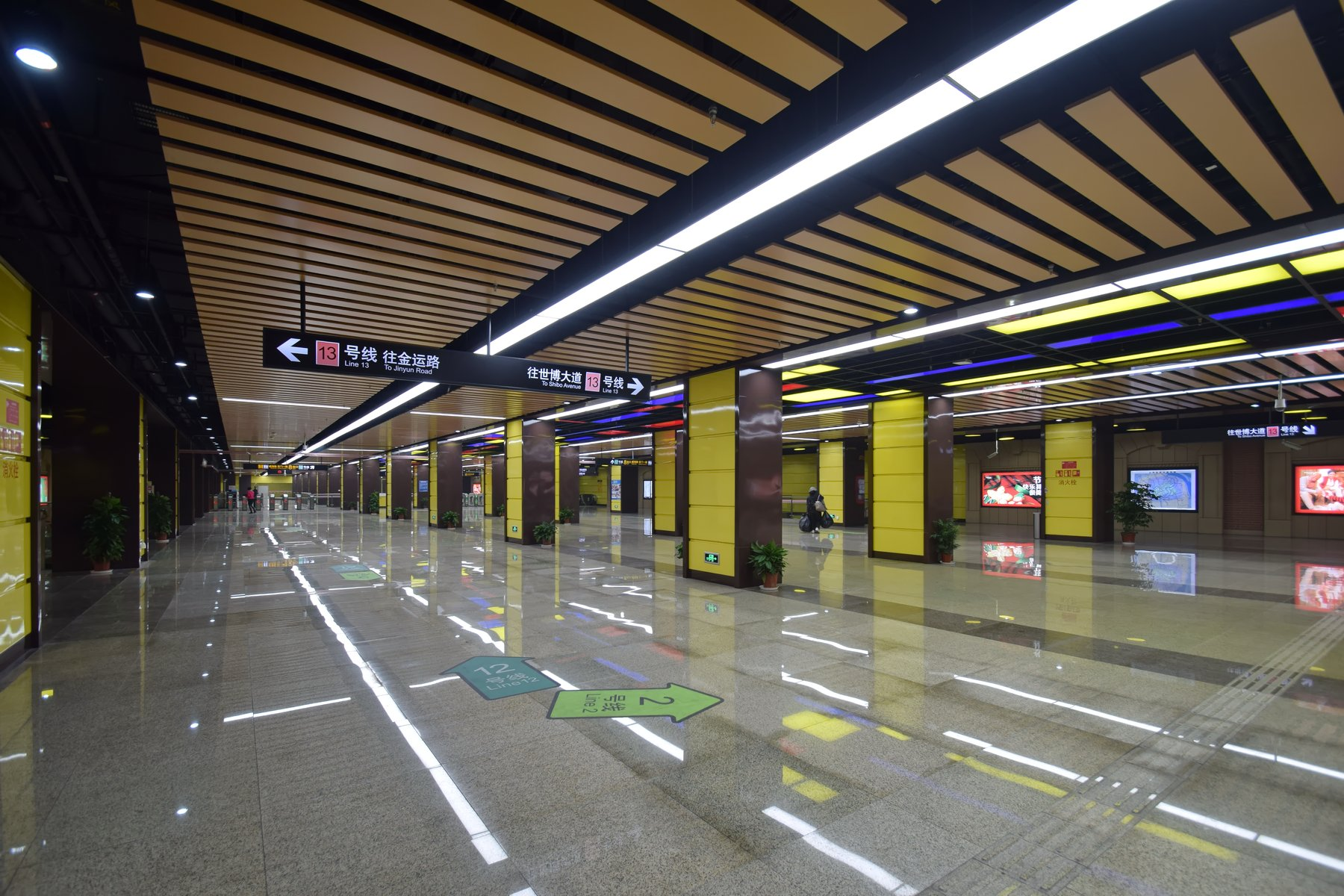
13号線コンコース
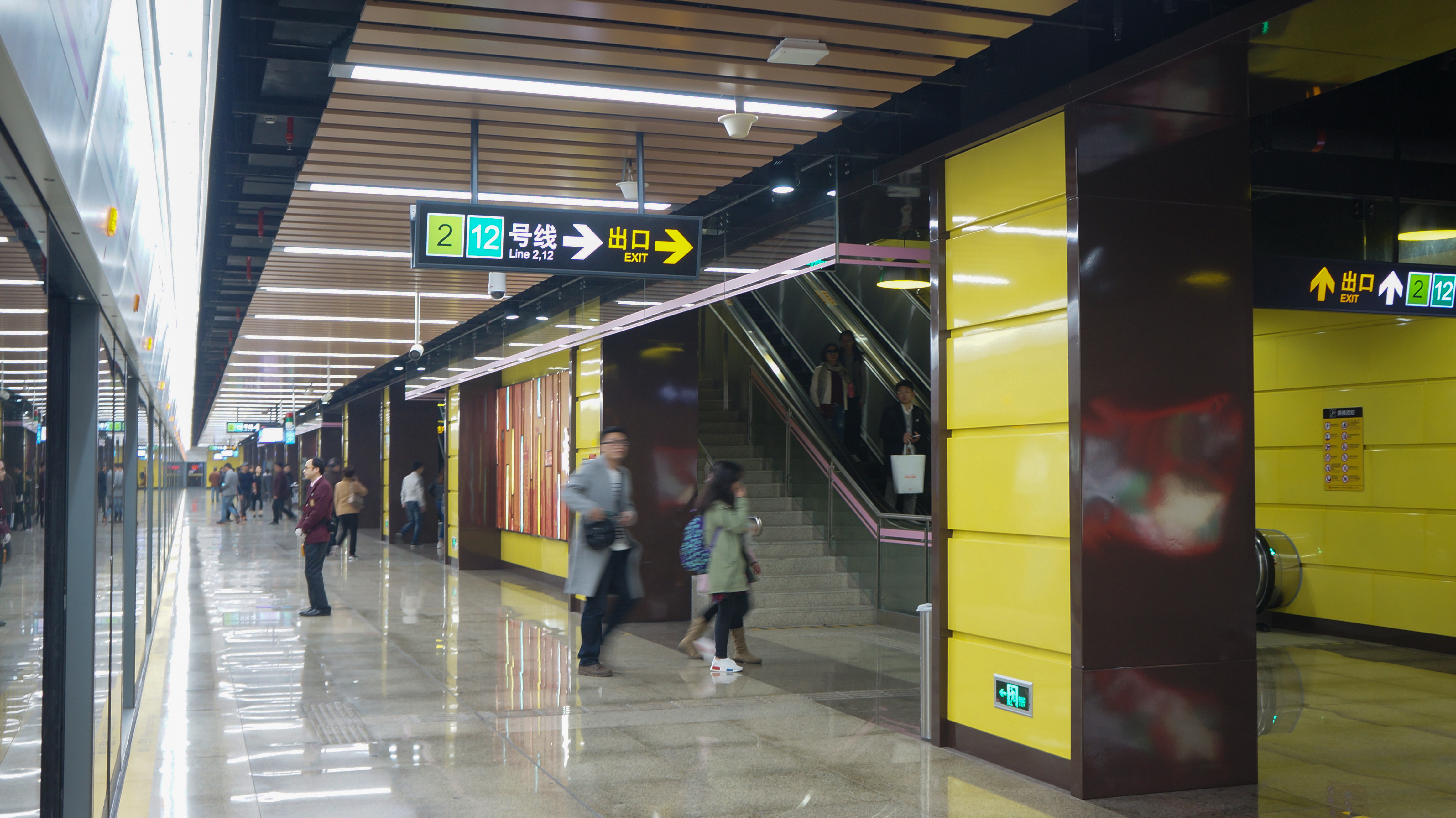
13号線ホーム

## 駅周辺
- 南京西路（中国語版）
- 呉江路（中国語版）休閑街
- 興業太古匯（中国語版）
- 818広場（ショッピングモール）
- 鏞舎酒店（The Middle House Shanghai）
- 梅竜鎮広場（ショッピングモール）
  - 梅竜鎮伊勢丹
- 静安彫塑公園（中国語版）

## バス路線
20、23、24、37、41、104、112、128、921、955

## 隣の駅
上海軌道交通
 2号線
静安寺駅 - 南京西路駅 - 人民広場駅
 12号線
陝西南路駅 - 南京西路駅 - 漢中路駅
 13号線
自然博物館駅 - 南京西路駅 - 淮海中路駅